# Cody Gakpo
Cody Mathès Gakpo (Eindhoven, 3 maggio 1999) è un calciatore olandese di origini togolesi, attaccante o ala del Liverpool e della nazionale olandese.

## Biografia
È nato ad Eindhoven da padre togolese e madre olandese.

## Caratteristiche tecniche
È un'ala sinistra che può giocare anche come seconda punta; nonostante un'altezza imponente, è rapido e abile nel dribbling.

## Carriera

### Club
Calcisticamente cresciuto nel settore giovanile del PSV Eindhoven, durante la stagione 2017-2018 gioca con la seconda squadra dei bianco-rossi.
Il 25 agosto 2018 fa il suo esordio in prima squadra, nella partita di Eredivisie vinta per 3-1 sul campo del Feyenoord; il 26 settembre successivo trova invece la sua prima rete con il PSV, aprendo le danze nell'incontro di KNVB Beker vinto per 4-0 contro l'Excelsior. Il 7 agosto 2021 vince il suo primo trofeo in carriera, il Johan Cruijff Schaal, battendo l'Ajax per 4-0; il 17 aprile 2022 conquista anche la KNVB Beker, sempre contro l'Ajax, segnando la rete decisiva del 2-1. Conclude la sua stagione con il primato personale di ventuno gol, tra i quali una doppietta al Feyenoord. Il 30 luglio 2022 vince il Johan Cruijff Schaal per la seconda volta consecutiva, sconfiggendo ancora una volta l'Ajax.
Il 1º gennaio 2023 viene acquistato dagli inglesi del Liverpool per circa quaranta milioni di euro. Il 14 gennaio seguente fa il suo esordio con la nuova maglia, nel successo per 3-0 sul campo del Brighton; il 13 febbraio realizza invece la sua prima rete con i Reds, nel derby vinto per 2-0 contro l'Everton ad Anfield Road. Il 25 febbraio vince la League Cup, battendo in finale il Chelsea per 1-0. Il 27 aprile 2025 conquista la Premier League, competizione nella quale mette a segno dieci gol; si laurea inoltre capocannoniere della League Cup, nonostante la sua squadra perda la finale contro il Newcastle.

### Nazionale
Il 14 maggio 2021 viene inserito nella lista dei convocati per il campionato europeo, poi confermata il 24 maggio. Il 21 giugno fa il suo esordio con la nazionale olandese, nel successo per 3-0 contro la Macedonia del Nord; gli Oranje vengono poi eliminati agli ottavi di finale dalla Repubblica Ceca. Il 4 settembre realizza la sua prima rete in nazionale, nella partita di qualificazione al campionato mondiale vinta per 4-0 contro il Montenegro.
Convocato per disputare la fase finale del campionato del mondo 2022, nella partita d'esordio giocata a Doha il 21 novembre segna il primo gol degli Oranje nella rassegna iridata, contribuendo alla vittoria finale per 2-0 sul Senegal. Cinque giorni dopo si ripete segnando il gol del provvisorio vantaggio nella partita pareggiata per 1-1 contro l'Ecuador. Diventa il secondo giocatore a segnare o fornire assist in cinque match di fila con l’Olanda negli ultimi dieci anni, dopo Memphis Depay. Va a segno anche nel successo per 2-0 contro il Qatar, diventando il quarto calciatore olandese a segnare in tre gare consecutive dei Mondiali dopo Johan Neeskens nel 1974, Dennis Bergkamp nel 1994 e Wesley Sneijder nel 2010. Il cammino dell'Olanda si interromperà ai quarti di finale, battuta ai tiri di rigore dai futuri campioni dell'Argentina, stante il punteggio di 2-2 con cui si erano chiusi i tempi supplementari.
Nel 2024 partecipa agli Europei di calcio in Germania: il 16 giugno 2024, all'esordio nella competizione, nella prima gara della fase a gironi contro la Polonia ad Amburgo, realizza il suo 10º gol in nazionale, il primo degli olandesi al torneo, e che ristabilisce il punteggio di parità dopo l'iniziale vantaggio dei biancorossi; la partita, infine, si concluderà con il risultato di 2-1 in favore degli Oranje. Rimasto a secco di reti nel successivo match con la Francia (0-0), riappare sul tabellino dei marcatori nella sconfitta per mano dell'Austria, vittoriosa per 2-3. Agli ottavi di finale è nuovamente decisivo ai fini della vittoria per 3-0 sulla Romania in cui segna il gol che apre le marcature dell'incontro e fornisce a Malen l'assist per il momentaneo raddoppio, venendo eletto uomo-partita dall'UEFA, mentre ai quarti ha il merito di propiziare l'autogol del difensore Müldür, valido per il 2-1 finale sulla Turchia. Giunta in semifinale, l'Olanda verrà sconfitta dall'Inghilterra, con Gakpo che chiuderà il suo Europeo con tre reti segnate e il titolo di capocannoniere, pur condiviso con altri cinque giocatori.

## Statistiche

### Presenze e reti nei club
Statistiche aggiornate al 16 agosto 2025.
| Stagione             | Squadra              | Campionato           | Campionato | Campionato | Coppe nazionali | Coppe nazionali | Coppe nazionali | Coppe continentali | Coppe continentali | Coppe continentali | Altre coppe | Altre coppe | Altre coppe | Totale | Totale |
| Stagione             | Squadra              | Comp                 | Pres       | Reti       | Comp            | Pres            | Reti            | Comp               | Pres               | Reti               | Comp        | Pres        | Reti        | Pres   | Reti   |
| -------------------- | -------------------- | -------------------- | ---------- | ---------- | --------------- | --------------- | --------------- | ------------------ | ------------------ | ------------------ | ----------- | ----------- | ----------- | ------ | ------ |
| 2017-2018            | Jong PSV             | EED                  | 26         | 17         | CO              | 0               | 0               | -                  | -                  | -                  | -           | -           | -           | 26     | 17     |
| 2018-2019            | PSV Eindhoven        | ED                   | 17         | 1          | CO              | 2               | 1               | UCL                | 1                  | 0                  | SO          | 0           | 0           | 20     | 2      |
| 2019-2020            | PSV Eindhoven        | ED                   | 25         | 7          | CO              | 2               | 0               | UCL+UEL            | 2+9                | 0+1                | SO          | 1           | 0           | 39     | 8      |
| 2020-2021            | PSV Eindhoven        | ED                   | 23         | 7          | CO              | 1               | 0               | UEL                | 5                  | 4                  | -           | -           | -           | 29     | 11     |
| 2021-2022            | PSV Eindhoven        | ED                   | 27         | 12         | CO              | 4               | 2               | UCL+UEL+UECL       | 6+4+5              | 2+2+3              | SO          | 1           | 0           | 47     | 21     |
| 2022-gen. 2023       | PSV Eindhoven        | ED                   | 14         | 9          | CO              | 0               | 0               | UCL+UEL            | 4+5                | 0+3                | SO          | 1           | 1           | 24     | 13     |
| Totale PSV Eindhoven | Totale PSV Eindhoven | Totale PSV Eindhoven | 106        | 36         |                 | 9               | 3               |                    | 41                 | 15                 |             | 3           | 1           | 159    | 55     |
| gen.-giu. 2023       | Liverpool            | PL                   | 21         | 7          | FACup+CdL       | 3+0             | 0+0             | UCL                | 2                  | 0                  | -           | -           | -           | 26     | 7      |
| 2023-2024            | Liverpool            | PL                   | 35         | 8          | FACup+CdL       | 4+6             | 0+4             | UEL                | 8                  | 4                  | -           | -           | -           | 53     | 16     |
| 2024-2025            | Liverpool            | PL                   | 35         | 10         | FACup+CdL       | 0+6             | 0+5             | UCL                | 8                  | 3                  | -           | -           | -           | 49     | 18     |
| 2025-2026            | Liverpool            | PL                   | 1          | 1          | FACup+CdL       | 0+0             | 0+0             | UCL                | 0                  | 0                  | CS          | 1           | 0           | 2      | 1      |
| Totale Liverpool     | Totale Liverpool     | Totale Liverpool     | 92         | 26         |                 | 19              | 9               |                    | 18                 | 7                  |             | 1           | 0           | 130    | 42     |
| Totale carriera      | Totale carriera      | Totale carriera      | 224        | 79         |                 | 28              | 12              |                    | 59                 | 22                 |             | 4           | 1           | 315    | 114    |

### Presenze e reti in nazionale
| Cronologia completa delle presenze e delle reti in nazionale ― Paesi Bassi | Cronologia completa delle presenze e delle reti in nazionale ― Paesi Bassi | Cronologia completa delle presenze e delle reti in nazionale ― Paesi Bassi | Cronologia completa delle presenze e delle reti in nazionale ― Paesi Bassi | Cronologia completa delle presenze e delle reti in nazionale ― Paesi Bassi | Cronologia completa delle presenze e delle reti in nazionale ― Paesi Bassi | Cronologia completa delle presenze e delle reti in nazionale ― Paesi Bassi | Cronologia completa delle presenze e delle reti in nazionale ― Paesi Bassi |
| Data                                                                       | Città                                                                      | In casa                                                                    | Risultato                                                                  | Ospiti                                                                     | Competizione                                                               | Reti                                                                       | Note                                                                       |
| -------------------------------------------------------------------------- | -------------------------------------------------------------------------- | -------------------------------------------------------------------------- | -------------------------------------------------------------------------- | -------------------------------------------------------------------------- | -------------------------------------------------------------------------- | -------------------------------------------------------------------------- | -------------------------------------------------------------------------- |
| 21-6-2021                                                                  | Amsterdam                                                                  | Macedonia del Nord                                                         | 0 – 3                                                                      | Paesi Bassi                                                                | Euro 2020 - 1º turno                                                       | -                                                                          | 79’                                                                        |
| 1-9-2021                                                                   | Oslo                                                                       | Norvegia                                                                   | 1 – 1                                                                      | Paesi Bassi                                                                | Qual. Mondiali 2022                                                        | -                                                                          |                                                                            |
| 4-9-2021                                                                   | Eindhoven                                                                  | Paesi Bassi                                                                | 4 – 0                                                                      | Montenegro                                                                 | Qual. Mondiali 2022                                                        | 1                                                                          | 77’                                                                        |
| 8-10-2021                                                                  | Riga                                                                       | Lettonia                                                                   | 0 – 1                                                                      | Paesi Bassi                                                                | Qual. Mondiali 2022                                                        | -                                                                          | 76’                                                                        |
| 8-6-2022                                                                   | Cardiff                                                                    | Galles                                                                     | 1 – 2                                                                      | Paesi Bassi                                                                | UEFA Nations League 2022-2023 - 1º turno                                   | -                                                                          | 67’                                                                        |
| 11-6-2022                                                                  | Rotterdam                                                                  | Paesi Bassi                                                                | 2 – 2                                                                      | Polonia                                                                    | UEFA Nations League 2022-2023 - 1º turno                                   | -                                                                          | 64’                                                                        |
| 14-6-2022                                                                  | Rotterdam                                                                  | Paesi Bassi                                                                | 3 – 2                                                                      | Galles                                                                     | UEFA Nations League 2022-2023 - 1º turno                                   | 1                                                                          |                                                                            |
| 22-9-2022                                                                  | Varsavia                                                                   | Polonia                                                                    | 0 – 2                                                                      | Paesi Bassi                                                                | UEFA Nations League 2022-2023 - 1º turno                                   | 1                                                                          | 61’                                                                        |
| 25-9-2022                                                                  | Amsterdam                                                                  | Paesi Bassi                                                                | 1 – 0                                                                      | Belgio                                                                     | UEFA Nations League 2022-2023 - 1º turno                                   | -                                                                          | 31’                                                                        |
| 21-11-2022                                                                 | Doha                                                                       | Senegal                                                                    | 0 – 2                                                                      | Paesi Bassi                                                                | Mondiali 2022 - 1º turno                                                   | 1                                                                          | 90+4’                                                                      |
| 25-11-2022                                                                 | Al Rayyan                                                                  | Paesi Bassi                                                                | 1 – 1                                                                      | Ecuador                                                                    | Mondiali 2022 - 1º turno                                                   | 1                                                                          | 79’                                                                        |
| 29-11-2022                                                                 | Al Khawr                                                                   | Paesi Bassi                                                                | 2 – 0                                                                      | Qatar                                                                      | Mondiali 2022 - 1º turno                                                   | 1                                                                          | 82’                                                                        |
| 3-12-2022                                                                  | Al Rayyan                                                                  | Paesi Bassi                                                                | 3 – 1                                                                      | Stati Uniti                                                                | Mondiali 2022 - Ottavi di finale                                           | -                                                                          | 90+3’                                                                      |
| 9-12-2022                                                                  | Lusail                                                                     | Paesi Bassi                                                                | 2 – 2 dts (3 – 4 dtr)                                                      | Argentina                                                                  | Mondiali 2022 - Quarti di finale                                           | -                                                                          | 113’                                                                       |
| 27-3-2023                                                                  | Rotterdam                                                                  | Paesi Bassi                                                                | 3 – 0                                                                      | Gibilterra                                                                 | Qual. Euro 2024                                                            | -                                                                          | 46’                                                                        |
| 14-6-2023                                                                  | Rotterdam                                                                  | Paesi Bassi                                                                | 2 – 4 dts                                                                  | Croazia                                                                    | UEFA Nations League 2022-2023 - Semifinale                                 | -                                                                          | 106’                                                                       |
| 18-6-2023                                                                  | Enschede                                                                   | Paesi Bassi                                                                | 2 – 3                                                                      | Italia                                                                     | UEFA Nations League 2022-2023 - Finale 3º posto                            | -                                                                          |                                                                            |
| 7-9-2023                                                                   | Eindhoven                                                                  | Paesi Bassi                                                                | 3 – 0                                                                      | Grecia                                                                     | Qual. Euro 2024                                                            | 1                                                                          | 65’                                                                        |
| 10-9-2023                                                                  | Dublino                                                                    | Irlanda                                                                    | 1 – 2                                                                      | Paesi Bassi                                                                | Qual. Euro 2024                                                            | 1                                                                          | 67’ 81’                                                                    |
| 18-11-2023                                                                 | Amsterdam                                                                  | Paesi Bassi                                                                | 1 – 0                                                                      | Irlanda                                                                    | Qual. Euro 2024                                                            | -                                                                          | 69’                                                                        |
| 21-11-2023                                                                 | Faro                                                                       | Gibilterra                                                                 | 0 – 6                                                                      | Paesi Bassi                                                                | Qual. Euro 2024                                                            | 1                                                                          | 77’                                                                        |
| 22-3-2024                                                                  | Amsterdam                                                                  | Paesi Bassi                                                                | 4 – 0                                                                      | Scozia                                                                     | Amichevole                                                                 | -                                                                          | 82’                                                                        |
| 26-3-2024                                                                  | Francoforte sul Meno                                                       | Germania                                                                   | 2 – 1                                                                      | Paesi Bassi                                                                | Amichevole                                                                 | -                                                                          | 75’                                                                        |
| 10-6-2024                                                                  | Rotterdam                                                                  | Paesi Bassi                                                                | 4 – 0                                                                      | Islanda                                                                    | Amichevole                                                                 | -                                                                          | 75’                                                                        |
| 16-6-2024                                                                  | Amburgo                                                                    | Polonia                                                                    | 1 – 2                                                                      | Paesi Bassi                                                                | Euro 2024 - 1º turno                                                       | 1                                                                          | 81’                                                                        |
| 21-6-2024                                                                  | Lipsia                                                                     | Paesi Bassi                                                                | 0 – 0                                                                      | Francia                                                                    | Euro 2024 - 1º turno                                                       | -                                                                          |                                                                            |
| 25-6-2024                                                                  | Berlino                                                                    | Paesi Bassi                                                                | 2 – 3                                                                      | Austria                                                                    | Euro 2024 - 1º turno                                                       | 1                                                                          |                                                                            |
| 2-7-2024                                                                   | Monaco di Baviera                                                          | Romania                                                                    | 0 – 3                                                                      | Paesi Bassi                                                                | Euro 2024 - Ottavi di finale                                               | 1                                                                          | 84’                                                                        |
| 6-7-2024                                                                   | Berlino                                                                    | Paesi Bassi                                                                | 2 – 1                                                                      | Turchia                                                                    | Euro 2024 - Quarti di finale                                               | -                                                                          |                                                                            |
| 10-7-2024                                                                  | Dortmund                                                                   | Paesi Bassi                                                                | 1 – 2                                                                      | Inghilterra                                                                | Euro 2024 - Semifinale                                                     | -                                                                          |                                                                            |
| 7-9-2024                                                                   | Eindhoven                                                                  | Paesi Bassi                                                                | 5 – 2                                                                      | Bosnia ed Erzegovina                                                       | UEFA Nations League 2024-2025 - 1º turno                                   | 1                                                                          | 66’                                                                        |
| 10-9-2024                                                                  | Amsterdam                                                                  | Paesi Bassi                                                                | 2 – 2                                                                      | Germania                                                                   | UEFA Nations League 2024-2025 - 1º turno                                   | -                                                                          |                                                                            |
| 11-10-2024                                                                 | Budapest                                                                   | Ungheria                                                                   | 1 – 1                                                                      | Paesi Bassi                                                                | UEFA Nations League 2024-2025 - 1º turno                                   | -                                                                          | 90’                                                                        |
| 14-10-2024                                                                 | Monaco di Baviera                                                          | Germania                                                                   | 1 – 0                                                                      | Paesi Bassi                                                                | UEFA Nations League 2024-2025 - 1º turno                                   | -                                                                          | 65’                                                                        |
| 16-11-2024                                                                 | Amsterdam                                                                  | Paesi Bassi                                                                | 4 – 0                                                                      | Ungheria                                                                   | UEFA Nations League 2024-2025 - 1º turno                                   | 1                                                                          | 79’                                                                        |
| 19-11-2024                                                                 | Zenica                                                                     | Bosnia ed Erzegovina                                                       | 1 – 1                                                                      | Paesi Bassi                                                                | UEFA Nations League 2024-2025 - 1º turno                                   | -                                                                          | 77’                                                                        |
| 20-3-2025                                                                  | Rotterdam                                                                  | Paesi Bassi                                                                | 2 – 2                                                                      | Spagna                                                                     | UEFA Nations League 2024-2025 - Quarti di finale                           | 1                                                                          | 45+1’                                                                      |
| 23-3-2025                                                                  | Valencia                                                                   | Spagna                                                                     | 3 – 3 dts (5 – 4 dtr)                                                      | Paesi Bassi                                                                | UEFA Nations League 2024-2025 - Quarti di finale                           | -                                                                          | 78’                                                                        |
| 7-6-2025                                                                   | Helsinki                                                                   | Finlandia                                                                  | 0 – 2                                                                      | Paesi Bassi                                                                | Qual. Mondiali 2026                                                        | -                                                                          | 85’                                                                        |
| 10-6-2025                                                                  | Groninga                                                                   | Paesi Bassi                                                                | 8 – 0                                                                      | Malta                                                                      | Qual. Mondiali 2026                                                        | -                                                                          | 46’                                                                        |
| Totale                                                                     |                                                                            | Presenze                                                                   | 40                                                                         |                                                                            | Reti                                                                       | 15                                                                         |                                                                            |

## Palmarès

### Club
- Supercoppa olandese: 2

PSV Eindhoven: 2021, 2022
- Coppa olandese: 1

PSV Eindhoven: 2021-2022
- Coppa di lega inglese: 1

Liverpool: 2023-2024
- Campionato inglese: 1

Liverpool: 2024-2025

### Individuale
- Capocannoniere della coppa di lega inglese: 1

Liverpool: 2024-2025 (5 reti)